# Dionisio de París
San Dionisio de París (en latín Dionysius, en francés Saint Denis), también llamado el Apóstol de las Galias, el Santo sin Cabeza o simplemente San Denis, fue el primer obispo de París, lugar donde fue martirizado junto con sus dos compañeros, Rústico y Eleuterio, durante una persecución anterior a la de Diocleciano. Aunque no hay unanimidad de datos en los documentos más antiguos, no caben dudas de que Dionisio de París fue objeto de veneración temprana: santa Genoveva, por ejemplo, hizo construir una iglesia sobre su tumba hacia los años 450-460. El nombre de Dionisio figura además en el canon de la misa en algunos de los sacramentarios más antiguos.

## Biografía
Dionisio de París habría llegado a La Galia ( actual Francia) hacia el 250 o 270 desde Roma ( imperio Romano) con seis compañeros con el fin de evangelizarla. Fue el primer obispo de París y apóstol de las Galias.

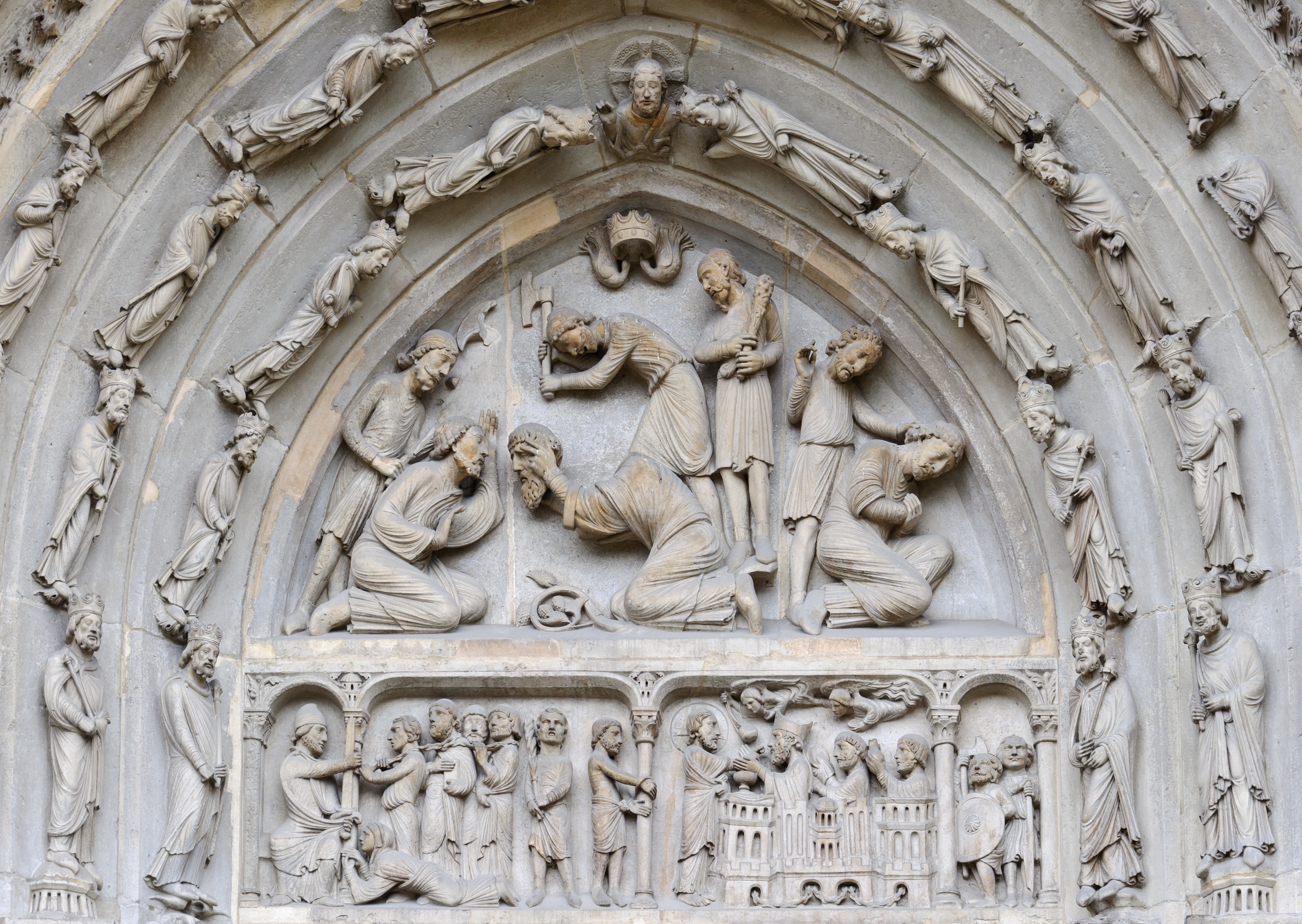
Decapitación de San Dionisio y sus compañeros, Basílica de Saint-Denis

Dionisio fundó en Francia muchas iglesias y fue martirizado en 272, junto con Rústico y Eleuterio, durante la persecución de Aureliano. Según creen algunos, es en Montmartre (mons Martyrum) o en el sur de la Isla de la Cité, según otros, donde se eleva, en la actualidad, la ciudad de Saint-Denis, lugar en el que fueron condenados a muerte.
Según las Vidas de San Dionisio, escritas en la época carolingia, tras ser decapitado, Dionisio caminó seis kilómetros con su cabeza bajo el brazo, atravesando Montmartre, por el camino que, más tarde, sería conocido como calle de los Mártires. Al término de su trayecto, entregó su cabeza a una piadosa mujer descendiente de la nobleza romana, llamada Casulla, y después se desplomó. En ese punto exacto se edificó la célebre basílica de Saint-Denis en su honor. La ciudad se llama actualmente Saint-Denis.

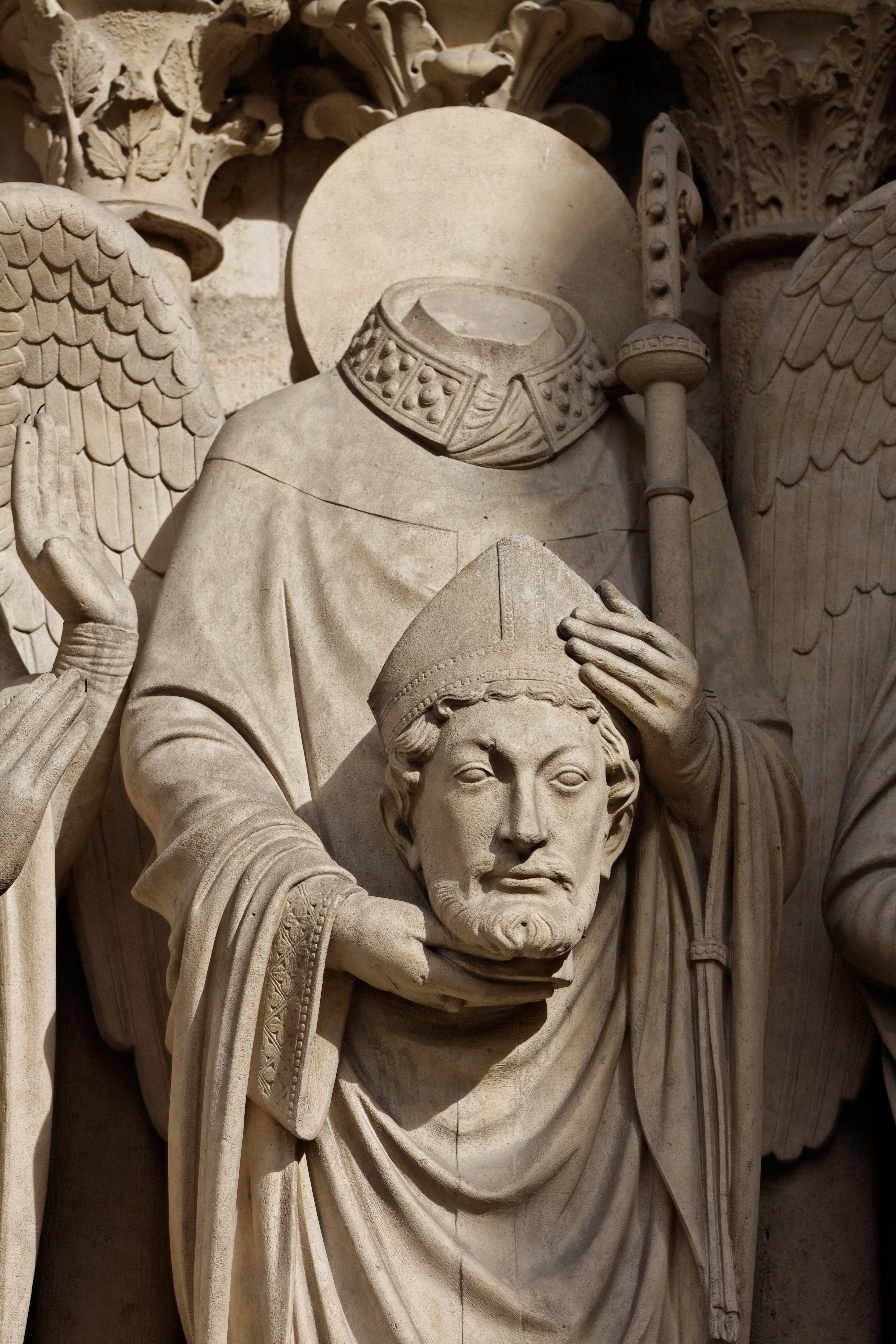
San Dionisio de París, sosteniendo su cabeza. Detalle del portal de la Virgen en la fachada occidental de la catedral de Notre Dame (París).

La tradición del culto a San Dionisio de París fue creciendo poco a poco, dándole a conocer y llegando a confundirlo con Dionisio Areopagita (obispo de Atenas) o con Dionisio el Místico. Esta confusión proviene del siglo XII, cuando el abad Suger falsificó unos documentos por razones políticas, haciendo creer que San Dionisio había asistido a los sermones de Pablo de Tarso.
Su fiesta se celebra el 9 de octubre.

## Veneración
En Valencia (España) se celebra la festividad de San Dionisio (Sant Donís en valenciano), patrón de los pasteleros valencianos. También es el Día de la Comunidad Valenciana y el día tradicional de los enamorados en esta comunidad autónoma, fiesta durante la cual es costumbre regalar la Mocadorà de sant Donís, un pañuelo lleno de dulces hechos de mazapán a la persona amada.